# Terezia Ocsko
Terezia Ocsko (n. 1917, Dragșina, Timiș – d. 16 octombrie 1940, Arad) a fost o activistă comunistă ucisă în bătaie în beciul Siguranței Statului din Arad. Pentru a ascunde crima, Corneliu Preda, chestorul poliției legionare din Arad, împreună cu polițiștii Ioan Țărău și Nicolae Rădășan, au îngropat-o în curtea lui Preda din strada Radu Filipescu (azi Ceaikovski) nr. 25. Ulterior cadavrul a fost dezhumat cu ajutorul lui Teodor Mureșan, șoferul Chesturii Poliției Militare, apoi transportat și aruncat în râul Mureș. În anul 1954 a avut loc un proces încheiat cu condamnarea celor patru inculpați.
O stradă din Arad îi poartă numele. În oraș există, de asemenea, o statuie a Tereziei Ocsko, dezvelită în 1974, operă a sculptoriței Veturia Ilica.